# 桑省

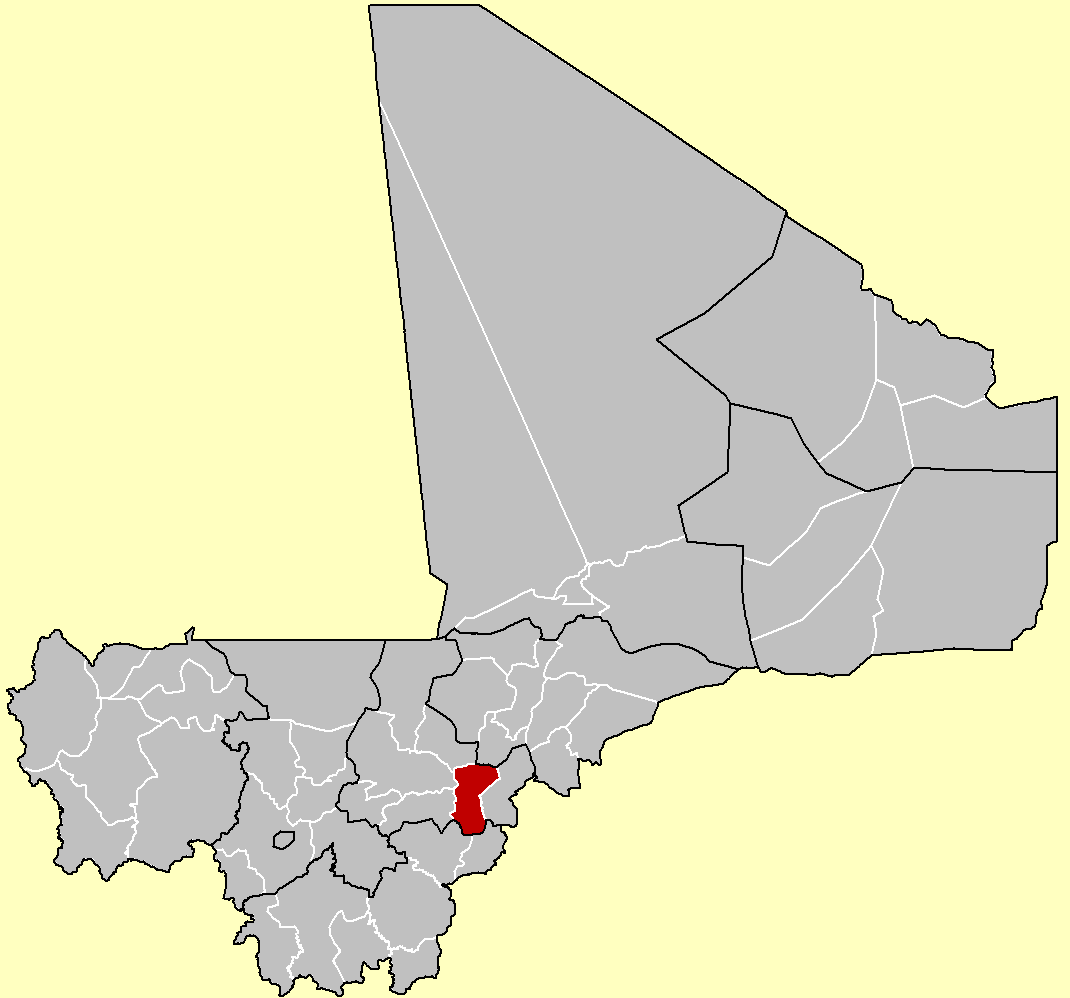

桑省（法語：Cercle de San），是馬里的省份，位於該國中部，由塞古區負責管轄，首府設於桑鎮，面積7,262平方公里，2009年人口334,911，該鎮人口密度為每平方公里46人。